# Visori
Visori je naseljeno mjesto u sastavu općine Lopare, Republika Srpska, BiH.

## Stanovništvo
| Visori             |              |
| godina popisa      | 1991.        |
| Srbi               | 144 (98,63%) |
| Muslimani          | 0            |
| Hrvati             | 0            |
| Jugoslaveni        | 0            |
| ostali i nepoznato | 2 (1,37%)    |
| ukupno             | 146          |